# Anton Wladimirowitsch Schunin
Anton Wladimirowitsch Schunin (russisch Антон Владимирович Шунин; * 27. Januar 1987 in Moskau) ist ein russischer Fußballtorwart.

## Karriere

### Verein
Zum Torwart ausgebildet wurde Schunin bei FK Dynamo Moskau. Zwischen den Pfosten von 1994 bis 2004 spielte er in der Jugendmannschaft. Danach folgten regelmäßige Einsätze für die zweite Mannschaft.
Sein Debüt in der ersten Mannschaft konnte er am 21. April 2007 in der Premjer-Liga gegen FK Chimki feiern.
Im Ligaspiel gegen Zenit Sankt Petersburg am 17. November 2012 wurde Schunin durch eine Attacke mit einem Knallkörper an den Augen verletzt und erlitt Verbrennungen an Bindehaut, Hornhaut und Augenlidern. Der Schiedsrichter brach die Partie daraufhin ab. Der russische Regierungschef Dmitri Medwedew forderte nach diesem Vorfall strenge Strafen für die Täter.

### Nationalmannschaft
In der Zeit zwischen 2002 und 2003 war Schunin Mitglied der russischen U-19-Nationalmannschaft. 2007 absolvierte er sechs Spiele für die russische U-21-Fußballnationalmannschaft.
Am 21. August 2007 im Freundschaftsspiel gegen die polnische Auswahl fand sein erster Auftritt für die russische A-Nationalmannschaft statt. Die Begegnung endete unentschieden (2:2). Zu seinem zweiten Länderspieleinsatz kam er am 11. November 2011 beim 1:1-Unentschieden gegen Griechenland.
Bei der Europameisterschaft 2012 stand Schunin im Kader der russischen Mannschaft, er war hinter Wjatscheslaw Malafejew und Igor Akinfejew jedoch nur dritter Torhüter und kam während des Turniers nicht zu einem Einsatz. Zur Fußball-Europameisterschaft 2021 wurde er in den Kader Russlands berufen, kam aber mit  diesem nicht über die Gruppenphase hinaus.

## Erfolge
- Platz 3 bei der russischen Meisterschaft 2008.